# Tous m'appellent Shu
Albums de Shurik'n
La Garde
(2000) Adamant-ium
(2016)
Tous m'appellent Shu est le second album studio solo du rappeur Shurik'n, membre du groupe IAM. Il est sorti en 2012.

## Réception
L’album a suscité une très forte attente de la part du public français, en effet, Shurik’n n'avait plus œuvré sur un album solo depuis Où je vis (paru en 1998, double disque d'or, et qui est considéré comme un classique). 
« [Il] alterne avec cohérence des morceaux très sombres et revendicatifs (Mon fils, Vivre) et des titres plus légers qui s'inscrivent dans l'esprit d'IAM (Ici). »

## Liste des titres
| #   | Titre                                   | Compositeur                          | Durée |
| --- | --------------------------------------- | ------------------------------------ | ----- |
| 1.  | Tous m’appellent Shu                    | Grégoire Escoffey & David Dos Santos | 3:23  |
| 2.  | Une flamme dans le noir                 | Akhenaton                            | 4:21  |
| 3.  | Fugitif 2 (featuring Samm)              | Instrukshen                          | 3:20  |
| 4.  | Dans le ciel                            | Grégoire Escoffey & David Dos Santos | 2:53  |
| 5.  | Bombe le torse                          | Grégoire Escoffey & David Dos Santos | 2:24  |
| 6.  | La même chose                           | Shurik'n                             | 4:29  |
| 7.  | Ici                                     | Sensay                               | 4:25  |
| 8.  | Mon fils                                | Shurik'n                             | 3:33  |
| 9.  | Faut que je m’échappe                   | N'Jaga                               | 3:42  |
| 10. | Vivre (featuring Saïd)                  | N'Jaga                               | 4:08  |
| 11. | Tant que le clic                        | Imhotep                              | 3:47  |
| 12. | Comme vous (featuring Akhenaton & Saïd) | Akhenaton                            | 4:46  |
| 13. | Le Sud (featuring Akhenaton)            | Imhotep                              | 3:20  |
| 14. | MC                                      | Shurik'n                             | 3:56  |
| 15. | Tranche de vie                          | Akhenaton                            | 4:24  |

## Samples
Comme vous
- Musiques de Naruto[2]